# Браян Джемісон (веслувальник)
Браян Джемісон (англ. Brian Jamieson, 7 березня 1969) — американський академічний веслувальник.
Срібний призер Олімпійських Ігор 1996 року в складі парної четвірки.